# Ветровка (Тамбовская область)
Ветровка — посёлок в Кирсановском районе Тамбовской области России. Входит в состав Калаисского сельсовета.

## География
Посёлок находится в восточной части Тамбовской области, в лесостепной зоне, в пределах Окско-Донской равнины, к востоку от реки Калаис, на расстоянии примерно 3 километров (по прямой) к юго-западу от города Кирсанова, административного центра района. К северу от посёлка проходят автодорога межмуниципального значения 68К-023 и железнодорожная линия Тамбов — Ртищево.
Климат
Климат характеризуется как умеренно континентальный с недостаточным и неустойчивым увлажнением. Среднегодовое количество осадков составляет 470—510 мм. Средняя температура января составляет −11,3 °С, июля — +20,4 °С.
Часовой пояс
Посёлок Ветровка, как и вся Тамбовская область, находится в часовой зоне МСК (московское время). Смещение применяемого времени относительно UTC составляет +3:00.

## История
По данным 1926 года имелось 55 хозяйств и проживало 267 человек (129 мужчин и 138 женщин). В административном отношении деревня входила в состав Пригородной волости Кирсановского уезда Тамбовской губернии.

## Население
| 2010 |
| ---- |
| 142  |

Половой состав
По данным Всероссийской переписи населения 2010 года в гендерной структуре населения мужчины составляли 49,3 %, женщины — соответственно 50,7 %.
Национальный состав
Согласно результатам переписи 2002 года, в национальной структуре населения русские составляли 99 % из 160 чел.